# Leasingham
Leasingham est une paroisse civile et un village du Lincolnshire, en Angleterre.

## Géographie
Leasingham se trouve dans le district du North Kesteven, à 1 km au nord de Sleaford, chef lieu du district ; ville à laquelle le village est relié par l'autoroute A15 (en). Ce district se trouve dans la région historique des Parts of Kesteven, une des trois Parts of Lincolnshire.

## Transports
Le village est adjacent à l'autoroute A15, qui relie Peterborough à Scawby en passant par Lincoln. Plusieurs lignes de bus passent par le village, notamment la ligne 33 qui relie Bourne à Lincoln, la ligne 44 qui relie Swineshead à Lincoln, et les lignes 66 et SLE15 qui relient le village à Sleaford.

## Histoire
Une base aérienne, la RAF Cranwell, se trouve près du village de Cranwell, à moins de 2 km au nord-ouest de Leasingham. Elle a été construite pendant la Première Guerre mondiale et est devenue ensuite le premier lieu de formation aérienne militaire en 1920.

## Services
Leasingham possède une école, la St Andrew’s Church of England Primary School, une Voluntary controlled school (en) ayant un partenariat avec la Carre's Grammar School (en) de Sleaford.

## Démographie
Au recensement de 2021, la population est estimée à 1 494 habitants, ce qui représente une diminution de 6 % par rapport au recensement de 2011, où elle était de 1 584 habitants.

## Monuments
Le bâtiment connu sous le nom de « Leasingham Hall » est un monument classé de grade II. Des travaux ont été planifiés en 2022 pour le transformer en appartements, tout en conservant son « caractère ».
L'église de Saint Andrew, datant du XIIe siècle et reconstruite au XIXe siècle, est un monument classé de grade I.